# رابيدماينر
رابيدماينر عبارة عن منصة برمجية لعلوم البيانات تم تطويرها بواسطة شركة تحمل الاسم نفسه وتوفر بيئة متكاملة لإعداد البيانات، تعلم الآلة، التعلم العميق، تنقيب النصوص، والتحليل التنبؤي. يتم استخدامه للأعمال، للتطبيقات التجارية، كما يتم إستخدامه للبحث، التعليم، التدريب، النماذج الأولية السريعة، وتطوير التطبيقات. تدعم االمنصة جميع خطوات عملية التعلم الآلي بما في ذلك إعداد البيانات، التمثيل المرئي للنتائج، والتحقق من صحة النماذج وتحسينها. تم تطويررابيدماينر بناءاً على نموذج مفتوح المصدر.

## التاريخ
تم تطوير رابيدماينر، المعروف مسبقا باسم YALE (بيئة تعليمية أخرى)، بدءًا من عام 2001 بواسطة رالف كلنكنبرج، لنجو مايرسوا وسايمون فيشر في وحدة الذكاء الاصطناعي في الجامعة التقنية في دورتموند. بدءًا من عام 2006، كان تطويره مدعوما من شركة Rapid-I، وهي شركة أسسها لنجو مايرسوا ورالف كلنكنبرج في نفس العام. في عام 2007، تم تغيير اسم البرنامج من YALE إلى رابيدماينر. في عام 2013، غيرت الشركة علامتها التجارية من Rapid-I إلى رابيدماينر.

## الوصف

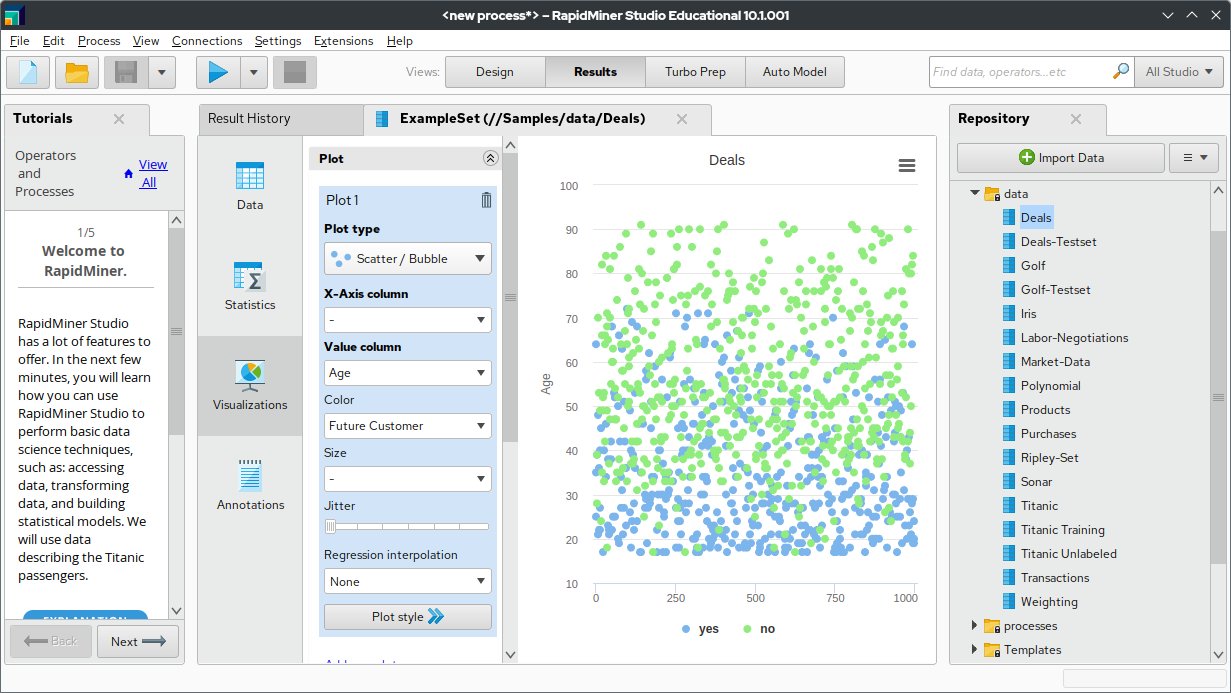
لقطة شاشة لبرنامج RapidMiner Studio 10.1 في Linux

يستخدم رابيدماينر نموذج العميل/الخادم مع الخادم الموجود محليًا أو في البنى السحابية العامة أو الخاصة.
وفقًا لأبحاث بلور، يوفر رابيدماينر 99% من الحلول التحليلية المتقدمة من خلال أطر عمل قائمة على القوالب مما يسرع التسليم ويقلل الأخطاء عن طريق إلغاء الحاجة إلى كتابة النص البرمجي. يوفر رابيدماينر إجراءات لتنقيب البيانات والتعلم الآلي بما في ذلك: تحميل البيانات وتحويلها (ETL)، المعالجة القبلية والتمثيل المرئي للبيانات، التحليلات التنبؤية والنمذجة الإحصائية، التقييم، والنشر. رابيدماينر مكتوب بلغة برمجة الجافا. يوفر رابيدماينر واجهة مستخدم رسومية لتصميم وتنفيذ العمليات التحليلية. تدعى تدفقات العمل بـ «العمليات» في رابيدماينر وتتألف من عدة «معاملات». يقوم كل معامل بمهمة واحدة في العملية، ويشكل مخرج كل معامل مدخل للعملية التالية. كما ويمكن استدعاء المحرك من برامج أخرى أو استخدامه كواجهة برمجة تطبيقات. يمكن استدعاء الدوال الفردية من سطر الأوامر. يوفر رابيدماينر مخططات، نماذج، وخوارزميات تعليمية ويمكن توسيعه باستخدام النصوص البرمجية المكتوبة بلغة آر أو بايثون.
يمكن توسيع وظائف رابيدماينر بمكونات إضافية متوفرة عبر سوق رابيدماينر (RapidMiner Marketplace). يوفرسوق رابيدماينر منصة للمطورين لإنشاء خوارزميات لتحليل البيانات ومشاركتها مع المجتمع.
النسخة المجانية لستديو رابيدماينر تقتصر على معالج منطقي واحد و 10000 صف بيانات وهي متوفرة بموجب ترخيص AGPL ، 

## المنتجات
- ستوديو رابيدماينر (RapidMiner Studio)
- رابيدماينر النموذج الآلي (RapidMiner Auto Model)
- رابيدماينر تيربو بريب (RapidMiner Turbo Prep)
- رابيدماينر جو (RapidMiner Go)
- خادم رابيدماينر (RapidMiner Server)
- رابيدماينر رادوب (RapidMiner Radoop)

## التبني
في عام 2019، وضعت شركة Gartner شركة رابيدماينر في المركز الأول في Magic Quadrant لمنصات علوم البيانات والتعلم الآلي للسنة السادسة على التوالي. وأشار التقرير إلى أن رابيدماينر يوفر إمكانات نمذجة عميقة وواسعة لتطوير النماذج آليا. في استطلاع 2018 السنوي للبرامج، قام قراء KDnuggets بالتصويت لبرنامج رابيدماينركأحد أكثر برامج تحليل البيانات شيوعًا، حيث ذكر المشاركون في الاستطلاع استخدامهم لحزمة البرامج. تلقى رابيدماينر ملايين التنزيلات ولديه أكثر من 400000 مستخدم بما في ذلك عملاء يقومون بالدفع كـ بي إم دبليو، إنتل، سيسكو، جي إي، وسامسونج. تدعي رابيدماينر أنها الشركة الرائدة في برامج منصات علوم البيانات ضد المنافسين مثل ساس وآي بي إم.

## المطورون
يشارك حوالي 50 مطورًا حول العالم في تطوير برنامج رابيدماينر مفتوح المصدر مع العلم بأن غالبية المساهمين هم من موظفي شركة رابيدماينر. تلقت الشركة التي طورت رابيدماينر تمويلًا بقيمة 16 مليون دولار بمشاركة من الشركات Nokia Growth Partners وAscent Venture Partners وLongworth Venture Partners وEarlybird Venture Capital وOpenOcean. مايكل "مونتي" ويدنيوس، شريك OpenOcean ، هو مؤسس MySQL.[بحاجة لمصدر]

## روابط خارجية
- الموقع الرسمي